# Ula fuscistigma
Ula (Ula) fuscistigma là một loài ruồi trong họ Pediciidae. Chúng phân bố ở vùng Indomalaya.